# Mario Benusiglio

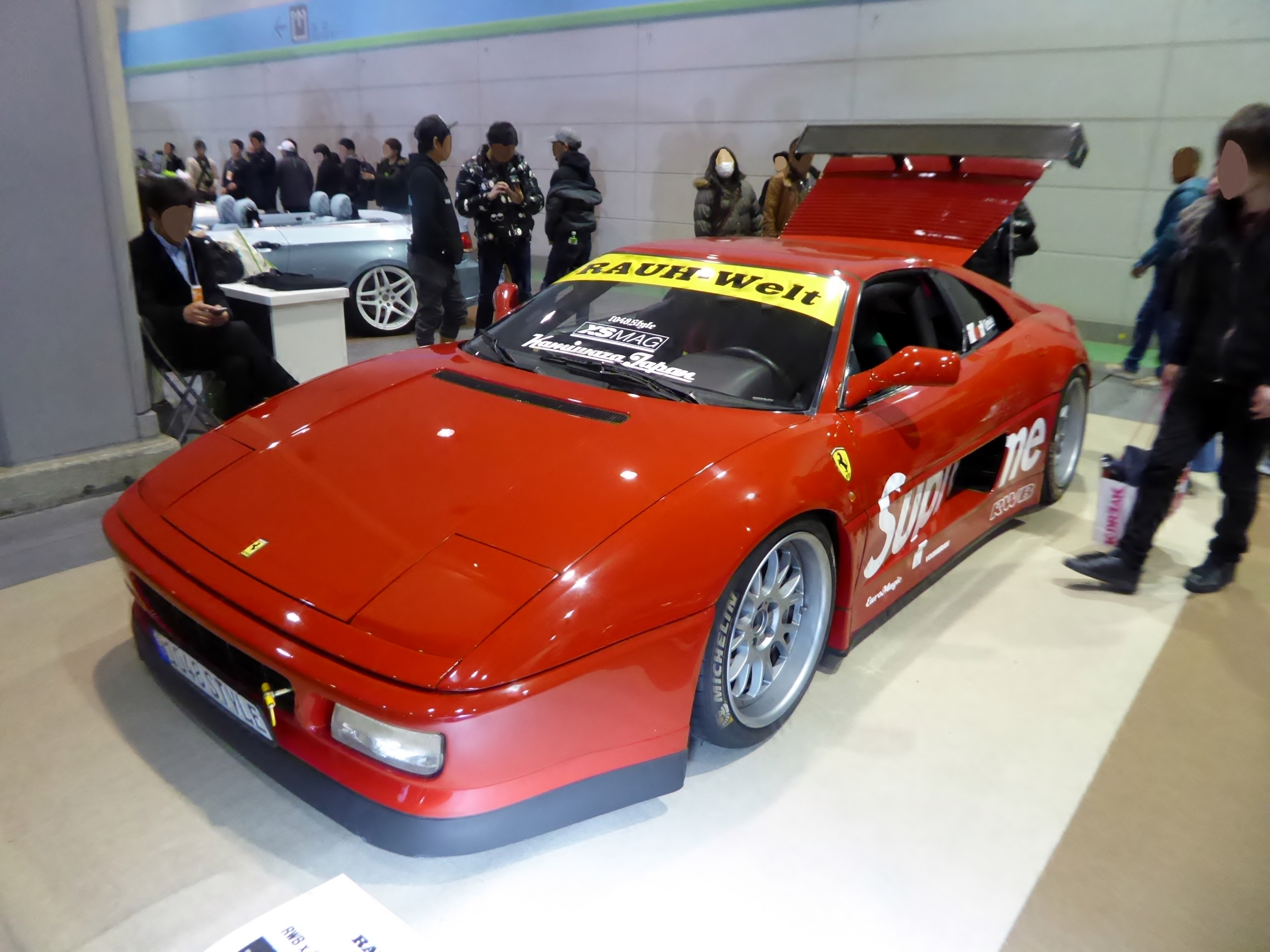
Auf dem Rennwagenmodell des Ferrari 348 ging Mario Benusiglio in den 2000er-Jahren in der italienischen GT-Meisterschaft an den Start

Mario Benusiglio (* 27. August 1950; † 4. Februar 2014) war ein italienischer Autorennfahrer.

## Karriere als Rennfahrer
Mario Benusiglio war vier Jahrzehnte im GT-, Sport- und Tourenwagensport aktiv. Die Anfänge seiner Karriere hatte er in der Formel 3, wo er in den späten 1970er-Jahren sowohl in der italienischen- als auch in der Europa-Meisterschaft am Start war.
Viele Jahre bestritt er Rennen in der italienischen GT-Meisterschaft, wo er insgesamt 16 Klassensiege erreichte. Sein größter internationaler Erfolg war der dritte Gesamtrang beim zur Sportwagen-Weltmeisterschaft 1982 zählenden 1000-km-Rennen von Monza. Teamkollegen im Osella PA7 waren Gabriele Ciuti und Giuseppe Piazzi.

## Statistik

### Einzelergebnisse in der Sportwagen-Weltmeisterschaft
| Saison | Team             | Rennwagen             | 1   | 2   | 3   | 4   | 5   | 6   | 7   | 8   | 9   | 10  | 11  | 12  | 13  | 14  | 15  | 16  |
| ------ | ---------------- | --------------------- | --- | --- | --- | --- | --- | --- | --- | --- | --- | --- | --- | --- | --- | --- | --- | --- |
| 1980   | Mario Benusiglio | Osella PA5            | DAY | BRH | SEB | MUG | MON | RIV | SIL | NÜR | LEM | DAY | WAT | SPA | MOS | ROA | VAL | DIJ |
| 1980   | Mario Benusiglio | Osella PA5            |     | DNF |     |     |     |     |     |     |     |     |     |     |     |     |     |     |
| 1981   | Mario Benusiglio | Osella PA8 Osella PA6 | DAY | SEB | MUG | MON | RIV | SIL | NÜR | LEM | PER | DAY | WAT | SPA | MOS | ROA | BRH |     |
| 1981   | Mario Benusiglio | Osella PA8 Osella PA6 |     |     | 6   | DNF |     |     |     |     |     |     |     |     |     |     |     |     |
| 1982   | Escolette        | Osella PA7 Lucchini   | MON | SIL | NÜR | LEM | SPA | MUG | FUJ | BRH |     |     |     |     |     |     |     |     |
| 1982   | Escolette        | Osella PA7 Lucchini   | 3   |     |     |     |     | DNF |     |     |     |     |     |     |     |     |     |     |